# Плуаре (кантон)
Плуаре́ (фр. Plouaret) — упраздненный кантон во Франции, в регионе Бретань, департамент Кот-д’Армор. Входил в состав округа Ланьон.
Код INSEE кантона — 2236. Всего в кантон Плуаре входило 9 коммун, из них главной коммуной являлась Плуаре.

## Коммуны кантона
| Коммуна        | Население, чел. (1999) | Почтовый индекс | Код INSEE |
| -------------- | ---------------------- | --------------- | --------- |
| Ле-Вьё-Марше   | 1108                   | 22420           | 22387     |
| Логиви-Плуграс | 1002                   | 22780           | 22131     |
| Плуаре         | 2109                   | 22420           | 22207     |
| Плуграс        | 495                    | 22780           | 22217     |
| Плуневе-Моэдек | 1347                   | 22810           | 22228     |
| Плунерен       | 696                    | 22780           | 22227     |
| Плюзюнет       | 986                    | 22140           | 22245     |
| Тонкедек       | 1063                   | 22140           | 22340     |
| Трегром        | 449                    | 22420           | 22359     |

## Население
Население кантона на 2006 год составляло 9 375 человек.
| 1962 | 1968 | 1975 | 1982 | 1990 | 1999  | 2006  | 2007 |
| ---- | ---- | ---- | ---- | ---- | ----- | ----- | ---- |
| -    | -    | -    | -    | -    | 9 255 | 9 375 | -    |